# Bazille przy sztalugach
Frédéric Bazille przy sztalugach (fr. Frédéric Bazille peignant à son chevalet) – obraz olejny o wymiarach 105 × 70 cm, autorstwa francuskiego malarza impresjonisty Auguste’a Renoira, namalowany w roku 1867. Obecnie obraz znajduje się w Musée d’Orsay.
Jest to portret Frédérica Bazille’a, przyjaciela Renoira, który zginął podczas wojny francusko-pruskiej. W latach 60. XIX wieku Bazille wspierał Renoira finansowo.